# Gejupce-Portimão
O GEJUPCE-Portimão, é um clube algarvio fundado a 26 de Junho de 1995, em Portimão. É o clube algarvio com mais títulos de futsal no conjunto de todos os escalões(66 títulos, 3 deles nacionais).

## História
O Gil Eanes Juventude Portimonense Clube foi fundado em 26 de Junho de 1995, por Rui Cristino Dias de Oliveira, Maria de Lurdes de Sousa Zeverino António e Maria Fernanda da Conceição Nunes Reis, que começaram com a vida da coletividade no futsal num pequeno ringue no largo Gil Eanes em Portimão.
Gil Eanes Juventude Portimonense Clube, foi o primeiro nome do clube, mas sempre conhecido por Gejupce – Portimão.
Em 20 de Outubro de 2006, foi alterado para Gejupce – Portimão Gil Eanes Juventude Portimonense Clube, com escritura publica, realizada em 26 de Janeiro de 2007, a alteração foi devido ao Gejupce – Portimão poder constar oficialmente em todos os meios, já que é o nome mais conhecido.

## Palmarés
É o clube algarvio com mais títulos no futsal. Em apenas 20 anos de história, o GEJUPCE Portimão soma 66 títulos(63 títulos distritais da AF Algarve e 3 títulos nacionais)… Em baixo pode ver de forma detalhada todos os títulos conquistados pelo GEJUPCE Portimão.
Seniores: Campeão Distrital 1ª Divisão* 2002/03*
Seniores: Campeão Distrital 2ª Divisão* 2002/03*
Seniores: Vencedor Taça do Algarve 2003/04
* O clube competiu com duas equipas tendo sido campeão nas duas divisões.
Juniores: Campeão Distrital 1998/99, 2000/01, 2001/02, 2009/10, 2010/11, 2014/15, 2015/16
Juniores: Vencedor Taça do Algarve 1998/99, 2000/01, 2002/03
Juniores: Vencedor Supertaça do Algarve 1998/99, 1999/00
Juniores Femininos: Campeão Distrital 2011/12
Juvenis: Campeão Distrital 1999/00, 2009/10, 2010/11, 2014/15, 2015/16
Juvenis: Vencedor Supertaça do Algarve 1999/00, 2002/03
Iniciados: Campeão Nacional 1996/97
Iniciados: Campeão Distrital 1996/97, 1998/99, 2005/06
Iniciados: Vencedor Taça do Algarve 1997/98
Iniciados: Vencedor Supertaça do Algarve 1997/98, 2001/02
Infantis: Campeão Nacional 1999/2000, 2000/01
Infantis: Campeão Distrital 1995/96, 1999/2000, 2000/01, 2001/02, 2003/04, 2004/05, 2005/06, 2012/13
Infantis: Vencedor Taça do Algarve 1997/98
Infantis: Vencedor Supertaça do Algarve 2002/03
Benjamins: Campeão Distrital 1996/97, 1998/99, 1999/2000, 2000/01, 2002/03, 2003/04, 2005/06, 2011/12, 2012/13, 2014/15, 2015/16
Benjamins: Vencedor Taça do Algarve 1996/97, 1997/98, 1998/99
Benjamins: Vencedor Supertaça do Algarve 1998/99, 1999/2000
Veteranos: Campeão Distrital 1996/97, 1997/98, 1999/2000
Veteranos: Vencedor Taça do Algarve 1999/2000
Veteranos: Vencedor Supertaça do Algarve 1996/97, 1997/98, 1999/2000  
Resumos dos Títulos
Total de Títulos: 66
Títulos Nacionais: 3
Títulos Distritais: 63
Títulos Por Competição
Campeonatos Nacionais: 3
Campeonatos Distritais: 40
Taças do Algarve: 10
Supertaças do Algarve: 13
1. ↑  «Gejupce Portimão». FPF. Consultado em 16 de junho de 2025
2. ↑  «GEJUPCE – PORTIMÃO GIL EANES JUVENTUDE PORTIMONENSE – CPCCRD». Consultado em 16 de junho de 2025